# Автомагістраль D3 (Чехія)
Автомагістраль D3 (чеськ. Dálnice D3) — автомобільна дорога в Чехії. Зараз діє лише середня ділянка траси; після завершення він проходитиме від Праги через Табор і Чеські Будейовіце до чесько-австрійського кордону в Дольні Двориште. Є частиною європейського маршруту E55.
Автомагістраль D3 у Південночеському краї до австрійського кордону має бути завершена до 2025 року. Завершення D3 у Середньочеському краї заплановане на 2028 рік, однак його проектований курс через ландшафт Нижньої Сазави все ще викликає заперечення та опір з боку екологічних та громадських асоціацій.

## Маршрут
Автострада з’єднає столицю Чехії Прагу з австрійською швидкісною магістраллю Мюльфіртель (S10) до Лінца, після завершення в довжину буде 172 кілометри. Станом на грудень 2019 року лише 69,6 км автомагістралі в експлуатації, відрізок від Межно до Усі́льне (поблизу Ческе-Будейовіце), а ще 28,2 км від Усі́льне до Капліце зараз будуються. Найбільш дискусійною і спірною ділянкою є запланована ділянка в Середньочеському краї.
24,0 кілометри ділянки від Дольні Тршебонін до кордону з Австрією по той бік майбутньої швидкісної дороги S10 спочатку планувалась будувати як швидкісну (чеськ. rychlostní silnice), однак 1 січня 2016 року категорія швидкісних доріг (R) у Чехії була скасована, тому вона вважається частиною автомагістралі D3.

## Зображення

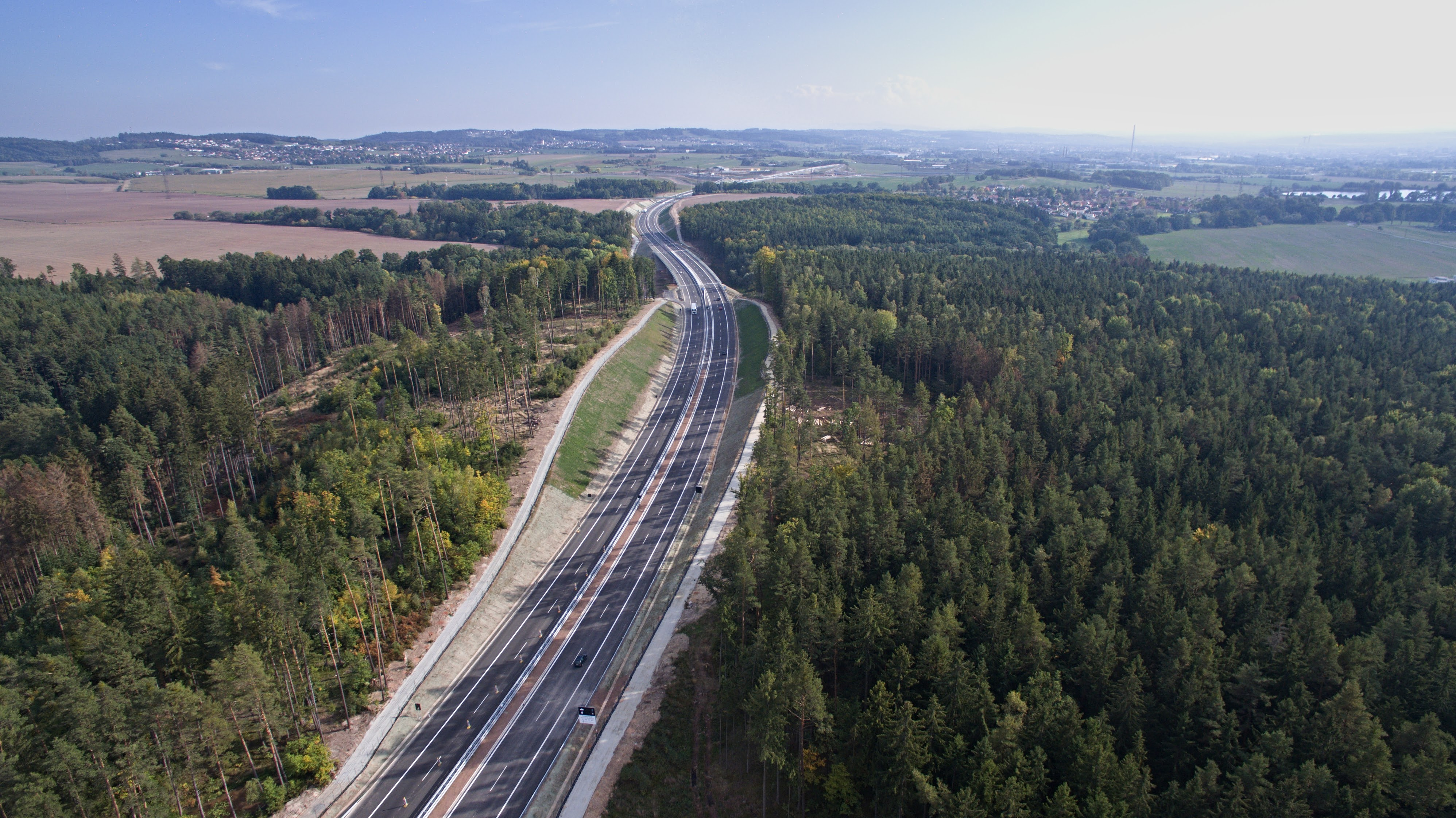
Автомагістраль D3 поблизу Ческе-Будейовіце